# Кубок націй ОФК 1996
Кубок націй ОФК 1996 — третій розіграш Кубка націй ОФК. Він тривав майже рік і проходив з 10 листопада 1995 по 1 листопада 1996 року. Вперше турнір не мав приймаючої країни і пройшов у вигляді двоматчевих півфіналів і двоматчевого фіналу (вдома і в гостях). Австралія у фіналі перемогла Таїті 4:2, здобувши другий поспіль чемпіонський титул.

## Відбірковий турнір
Отримали путівки автоматично:
- Австралія;
- Нова Зеландія;

### Кубок Меланезії
- Соломонові Острови отримали путівку;

### Кубок Полінезії
- Таїті отримали путівку;

### Півфінали
| 10 листопада 1995 |

| Нова Зеландія | 0–0 | Австралія |
| ------------- | --- | --------- |
|               |     |           |

| «Парк королеви Єлизавети II», Крайстчерч Глядачів: 8,000 Арбітр: Баррі Таскер () |

| 15 листопада 1995 |

| Австралія                                            | 3–0 | Нова Зеландія |
| ---------------------------------------------------- | --- | ------------- |
| Дейміан Морі 33' Пол Вейд 45' (пен.) Джо Спітері 51' |     |               |

| «Брейкерс Стедіум», Ньюкасл Глядачів: 8,858 Арбітр: Саймон Мікалле () |

 Австралія вийшла в фінал з сумарним рахунком 3–0, а також здобула Кубок Тасманії
| 17 листопада 1995 |

| Соломонові Острови | 0–1 | Таїті             |
| ------------------ | --- | ----------------- |
|                    |     | Жан-Луп Руссо 72' |

| «Лоусон Тама», Хоніара Глядачів: 15,000 Арбітр: Інтаз Шах () |

| 11 травня 1996 |

| Таїті                             | 2–1 | Соломонові Острови |
| --------------------------------- | --- | ------------------ |
| Жан-Луп Руссо 46' Мача Гатьєн 88' |     | Роберт Сені 81'    |

| «Патер Ті Хоно Нуї», Папеете Глядачів: 15,000 Арбітр: Дерек Рагг () |

 Таїті вийшли в фінал з сумарним рахунком 3–1.

### Фінал
| 27 жовтня 1996 |

| Таїті | 0–6 | Австралія                                                         |
| ----- | --- | ----------------------------------------------------------------- |
|       |     | Ерні Тапай 5' Пол Трімболі 20' Кріс Траяновскі 25', 28', 44', 89' |

| «Олімпійський стадіон», Папеете Глядачів: 5,000 Арбітр: Баррі Таскер () |

| 1 листопада 1996 |

| Австралія                                                               | 5–0 | Таїті |
| ----------------------------------------------------------------------- | --- | ----- |
| Роббі Гукер 11' Кріс Траяновскі 21', 36', 54' Рупена Рауматі 31' (а.г.) |     |       |

| «Брюс Стедіум», Канберра Глядачів: 9,421 Арбітр: Інтаз Шах () |

## Чемпіони
| Переможець Кубка націй ОФК 1996 |
| ------------------------------- |
| Австралія Другий титул          |